# Brachyhypopomus gauderio
Espèce
Brachyhypopomus gauderio est une espèce de poissons de la famille des Hypopomidae.

## Distribution
Cette espèce est endémique du Rio Grande do Sul au Brésil.

## Description
C'est un Poisson électrique.

## Publication originale
- Giora & Malabarba, 2009 : Brachyhypopomus gauderio, new species, a new example of underestimated species diversity of electric fishes in the southern South America (Gymnotiformes: Hypopomidae). Zootaxa, n. 2093, p. 60-68.